# 氏社
氏社（うじしゃ、うじやしろ）とは、氏神を祀る神社のこと。

## 概要
古代においては、共同体の首長が在地の神を祀って祭りを遂行する例が見られ、ヤマト王権によって氏上として認定された首長によって国家的祭祀の色彩を帯びた祭祀形式を採ることもあった。もっとも、この時代には必ずしも氏上が祀る神＝氏族の始祖ではなく、土地や職掌にまつわる信仰としての要素が血縁的要素よりも強かった。これは、古代においては、父系のみならず母系の血縁を由来とする氏族としての結合もあり、1個人が複数の血縁集団に属する可能性もあったために、地縁などの要素が加味されて所属する祭祀圏が決定されたものと考えられている。
律令制が確立される8世紀に入ると、氏族制度そのものにも変化が及んでくる。畿内の豪族は都において官位を授かり、在地と切り離されていくようになる。また、蔭位制度などを通じた父系による出自集団化が進み、父系を通じて同じ祖先を有する者たちの守護神としての氏神及びそれを祀る氏社が成立するようになる。代表的なものとしては、藤原氏が自己の守護神である鹿島神・香取神を招き、なおかつ始祖にあたる天児屋命・比売神を合わせて祀った春日大社、橘氏が自己の始祖である橘三千代が崇拝していた神を一族の守護神として祀った梅宮大社、平氏一門の隆盛とともに厳島神社も栄えて平家の氏神となった、桓武天皇の外戚及び末裔の諸氏によって祀られた平野大社などが挙げられる、河内源氏氏神の壷井八幡宮あるいは京都の石清水八幡宮を勧請（鶴岡若宮）、1180年源頼朝が現在の小林郷北山鶴岡八幡宮に遷座し。これらの諸氏はいずれも律令制のもとで成立あるいは発展した氏族であり、父系出自集団の形成が積極的に展開された氏族であった。
畿内の中小豪族や地方豪族では、旧来の延長上の氏神信仰が行われてきたが、平安時代後期に荘園公領制が成立して、父子間の所領・財産継承が行われるようになると、各氏族の氏神崇拝の従来のあり方が崩れていき、次第に「家」単位での所領経営が行われるようになるとそれぞれの所領の地縁神もしくは出身地の産土神を氏神とするようになり、その混同が進行するとともに各地に新たな氏社が成立するようになった。更に単独の氏族のみではなく、その地域にある各家の氏神が共通化されて、地域社会全体の守護神・氏社として「鎮守」が成立するようになった。これが今日までみられる地域の氏神と氏子の関係へと発展することとなった。